# Робин Милер
Робин Чарлс Милер (енгл. Robyn Charles Miller; Далас, 6. август 1966) је ко-основао  (првобитно Cyan) са братом Рандом Милером. Пошто су објавили известан број авантуристичких „светова“ за децу, браћи се коначно посрећило са рачунарском игром , која је остала најпродаванија игра до краја 1990-их.
Када је , наставак Myst-а, завршен, и после десетогодишњег рада у индустрији рачунарских игара, Милер је напустио Cyan да би се бавио другим интересовањима. Ради тога је основао малу продукцијску компанију названу Land of Point.
Милер је познат по својим доприносима у областима руковођења и дизајна, нарочито у области визуелног дизајна, што се види по изгледу светова -а и -а. Ричард Вандер Венде, ко-руководилац и ко-дизајнер Riven-а, исто тако је био одговоран за организовање визуелног језика тог света.
Док је био у Cyan-у, Милер је компоновао музику и за Myst и за Riven. Недавно је са Китом Муром (енгл. Keith Moore) радио на музичком пројекту под именом Ambo.